# Восход (пьеса)
Восход или Восход солнца (日出) — одна из наиболее известных работ современного китайского драматурга Цао Юя. Написана в 1935 году. Дважды была экранизирована.
Написанная в 1930-е годы, когда зарождалась драматургия Китая, является классикой драматического искусства Китая, занимает особо важное место в современной китайской драматургии; переведена на русский (в 1960 году) и другие иностранные языки и пользуется широкой популярностью за пределами Китая.
Входит в трилогию Цао Юя — «Гроза», «Восход» и «Поле».
Трагедия направлена против буржуазного уклада жизни, описывает разные слои общества и обличает «хозяев жизни».
Как отмечает М.Л. Титаренко: Цао Юй воспроизводит жизнь приморских городов Китая 1930-х, контрасты общества усиливаются выбором места действия — от фешенебельной гостиницы до грязного притона. Благодаря яркости характеров и богатству выразительных средств трагедия сохраняет огромную познавательную и художественную ценность, является благодатным сценическим материалом.
В 2011 году четыре страницы рукописи романа «Восход» дочь драматурга Цао Юя преподнесла в дар музею Цао Юя.